# Chalmazel
Chalmazel è un comune francese soppresso e frazione del dipartimento della Loira della regione dell'Alvernia-Rodano-Alpi. Dal 1º gennaio 2016 si è fuso con il comune di Jeansagnière per formare il nuovo comune di Chalmazel-Jeansagnière.

## Società

### Evoluzione demografica
Abitanti censiti